# فنی هیل
خاطرات یک زن شهوتران (به انگلیسی: Memoirs of a Woman of Pleasure) — که عموماً با نام فَنی هیل (به انگلیسی: Fanny Hill) شناخته می‌شود — یک رمان اروتیک از جان کلیلند رمان‌نویس انگلیسی است که نخستین بار در سال ۱۷۴۸ در لندن منتشر شد. این اثر که در هنگام زندانی‌بودن نویسنده در زندان بدهکاران در لندن نگاشته‌شده، به عنوان «نخستین نثر پورنوگرافیِ انگلیسی‌زبان و نخستین گونه از پورنوگرافی در قالب رمان» در نظر گرفته می‌شود. این یکی از کتاب‌هایی است که در طول تاریخ بیشترین بار مورد تعقیب قرار گرفته و ممنوع شده‌است.
این کتاب نمونه‌ای از استفاده از حسن تعبیر است. متن آن هیچ‌گونه «کلمات ناپسند» یا اصطلاحات صریح علمی برای اعضای بدن ندارد، اما از ابزارهای ادبی زیادی برای توصیف اندام تناسلی استفاده می‌کند. به عنوان مثال، گاهی اوقات به واژن به عنوان «دهان زیرین» اشاره می‌شود که نمونه ای از جابجایی روانی است.
یک نسخهٔ انتقادی اثر پیتر سابور شامل کتاب‌شناسی و یادداشت‌های توضیحی است. مجموعه راه‌اندازی «فنی هیل» حاوی مقالات متعددی دربارهٔ موضوعات تاریخی، اجتماعی و اقتصادی زیربنای رمان است.

## تاریخچه انتشار
این رمان در دو بخش در ۲۱ نوامبر ۱۷۴۸ و در فوریه ۱۷۴۹ توسط فنتون گریفیتس و برادرش رالف تحت نام «جی. فِنتون» منتشر شد. حدس و گمان شده‌است که رمان حداقل تا حدودی در ۱۷۴۰, زمانی که کلیلند در بمبئی به عنوان کارمند کمپانی هند شرقی بریتانیا مستقر بود، نوشته‌شده‌است.
در ابتدا هیچ واکنشی از سوی دولت به این رمان وجود نداشت. با این حال، در نوامبر ۱۷۴۹، یک سال پس از انتشار اولین بخش، کلیلند و رالف گریفیث دستگیر شدند و به «فساد کردن رعایای پادشاه» متهم شدند. در دادگاه، کلیلند از این رمان صرف نظر کرد و آن را رسماً پس گرفت.
با محبوب شدن کتاب، نسخه‌های غیرقانونی نیز ظاهر شدند. زمانی اعتقاد بر این بود که صحنهٔ نزدیک به پایان، که در آن فَنی با مشاهدهٔ دو مرد جوان در حال آمیزش مقعدی با انزجار واکنش نشان می‌دهد، درون‌یابی ساخته‌شده برای این نسخه‌های غیرقانونی بوده‌است، اما این صحنه در نسخهٔ اول وجود دارد. نسخه‌هایی از این کتاب به صورت زیرزمینی در بریتانیا، ایالات متحده و جاهای دیگر در قرن نوزدهم فروخته می‌شد. یک نسخه فرانسوی با تصاویری از ادوار-آنری آوریل در سال ۱۸۸۷ منتشر شد.
این کتاب در نهایت به ایالات متحده راه یافت. در سال ۱۸۲۱، دادگاه ماساچوست فنی هیل را غیرقانونی اعلام کرد. پیتر هولمز، ناشر، به دلیل چاپ یک رمان «هرزه و وقیح» محکوم شد. هولمز به دادگاه عالی ماساچوست شکایت کرد. وی مدعی شد که قاضی تنها با تکیه بر توضیحات دادستانی، حتی کتاب را ندیده‌است. دادگاه عالی ایالتی تحت تأثیر قرار نگرفت. رئیس دادگستری نوشت که هولمز «یک فرد پرجنجال و بداندیش» بود که برای «فساد و هرزه‌کردن» شهروندان ماساچوست و «پرورش و ایجاد امیال فاحش و شهوانی در ذهن آنها» طراحی شده بود.

## تصاویر

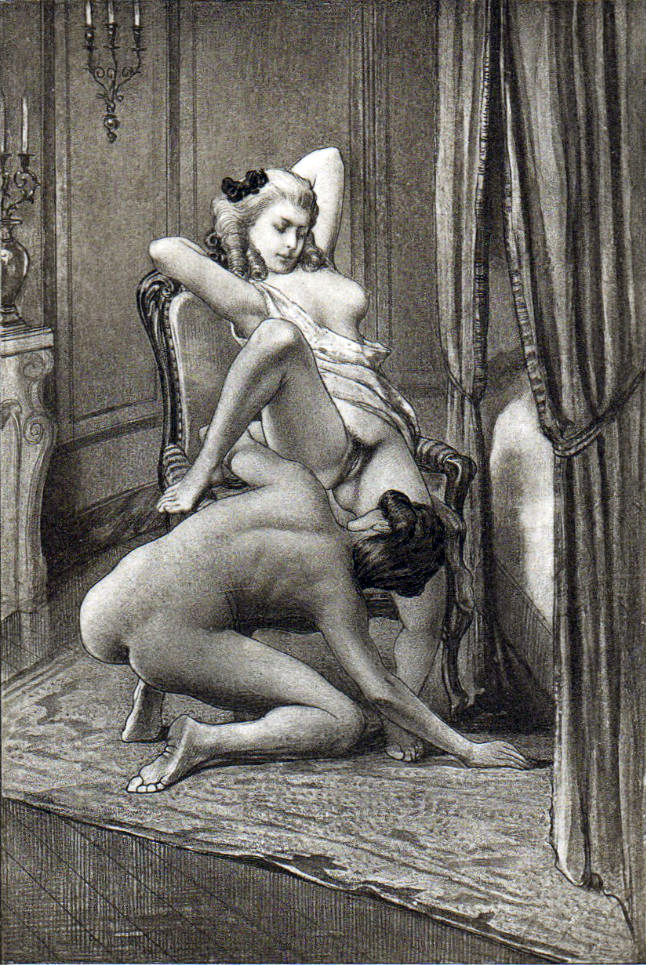
تصویرسازی از فنی هیل اثر ادوار-آنری آوریل

اثر اصلی تصویرسازی نشده بود، اما بسیاری از نسخه‌های این کتاب حاوی تصاویری هستند که اغلب محتوای جنسی رمان را به تصویر می‌کشند. توزیع‌کنندگان این رمان مانند جان کرازبی به دلیل «نمایش [نه فروش] یک کتاب زشت و وقیح خاص به افراد مختلف، حاوی تصاویر یا حکاکی‌های بسیار هرزه و وقیح» زندانی شدند. فروشندگان رمان مانند پیتر هولمز برای «انتشار و تحویل یک اثر چاپی هرزه، فاسد، پرجنجال، ننگین و وقیح روی کاغذ یا در قالب چاپی» به دلیل «فساد، آشکارکردن و/یا براندازی جوانان و دیگر شهروندان خوب» زندانی و متهم شدند.
هیچ‌یک از صحنه‌های داستان از تصویرسازی مستثنی نشده‌اند. تصاویر این رمان از نخستین تجربهٔ همجنس‌گرایی تا صحنهٔ شلاق‌زنی متفاوت است.

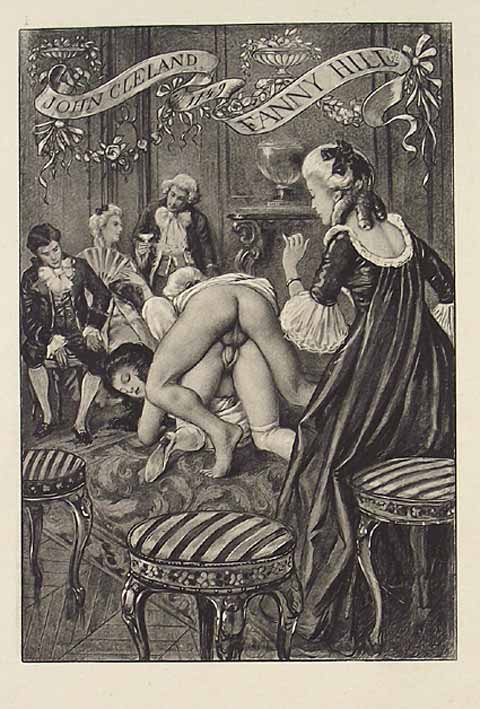
تصویر ۱۹۰۶ توسط ادوار-آنری آوریل از نسخه فرانسوی فنی هیل

اگرچه نسخه‌های این کتاب اغلب دارای تصاویری هستند، اما بسیاری از آنها کیفیت پایینی داشته‌اند. یک استثنا در این مورد، مجموعه مزوتنت‌ها به‌شمار می‌رود که احتمالاً توسط هنرمند جورج مورلند طراحی شده و توسط دوستش جان رافائل اسمیت در یک نسخه حکاکی شده‌است.

## داستان رمان

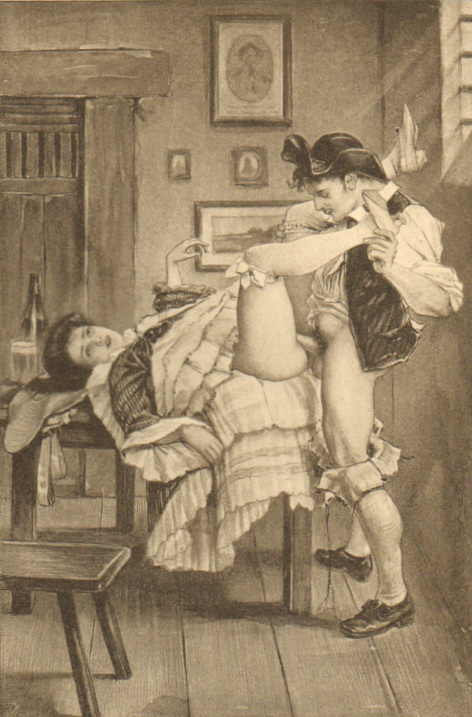
نقاشی فنی و ملوان اثر ادوار-آنری آوریل

طرح داستان این رمان شامل دو نامهٔ بلند است که به عنوان جلد اول و دوم از نسخهٔ اصلی ظاهر می‌شوند: فرانسیس «فَنی» هیل (Frances 'Fanny' Hill)، یک زن انگلیسی ثروتمند در میانسالی با شوهر مهربانش چارلز و فرزندانشان زندگی رضایت‌بخشی دارد و نامه‌هایی را به یکی از آشنایان ناشناس خود که فقط «مادام» (Madam) نام دارد، می‌نویسد. فَنی توسط مادام برای بازگویی «مراحل رسوایی» زندگی پیشین خود مورد تسلط قرار گرفته‌است و با «حقیقت برهنهٔ آشکار» این امر را انجام می‌دهد.
نخستین نامه با شرح کوتاهی از دوران کودکی فقیرانهٔ فنی در روستای لانکاشر آغاز می‌شود. او در ۱۴ سالگی پدر و مادرش را بر اثر آبله از دست داده و برای جستجوی کار خانگی به لندن آمده و به روسپی‌خانه اغوا می‌شود. او یک برخورد جنسی بین یک زوج مسن بدمنظر و برخورد دیگری بین یک زوج جوان جذاب را نظاره می‌کند و در یک برخورد همجنس‌گرایی زنانه با فیبی، یک روسپی دوجنسه شرکت می‌کند. چارلز، یک مشتری روسپی‌خانه، فنی را وادار به فرار می‌کند؛ او متعاقباً باکرگیِ خود را به چارلز از دست می‌دهد و معشوق او می‌شود. چارلز با فریب به دریاهای جنوبی فرستاده می‌شود و فنی به دلیل ناامیدی و فقر رانده می‌شود تا زن نگهدارندهٔ یک تاجر ثروتمند به نام «آقای H—» شود. پس از لذت بردن از یک دورهٔ کوتاه ثبات، او آقای H— را می‌بیند که با خدمتکار خودش رابطهٔ جنسی دارد و به عنوان یک اقدام انتقام‌جویانه، ویل (پیاده‌باز جوان آقای H—) را اغوا می‌کند. او در حالی که در حال داشتن یک رابطهٔ جنسی با ویل است، توسط آقای H— کشف می‌شود. فنی پس از رها شدن توسط آقای H—، برای مشتریان ثروتمند در یک خانهٔ تفریحی که توسط خانم کول (Mrs Cole) اداره می‌شود، به عنوان روسپی خدمت می‌کند. این نشان‌دهندهٔ پایان نامهٔ اول است.
نامه دوم با اندیشناکی فکری در مورد بیزاری از نوشتن در مورد سکس و دشواری راندن مسیری میانی بین زبان مبتذل و «استعاره‌های ظریف و اطناب تاثیریافته» آغاز می‌شود. سپس فنی ماجراهای خود را در خانهٔ خانم کول شرح می‌دهد که شامل یک آمیزش جنسی گروهی عمومی، فروش قلابی «باکرگی» او به یک فرد ثروتمند به نام آقای نوربرت و یک جلسهٔ سادومازوخیستی با مردی است که شامل شلاق‌زدن متقابل با توس است. این موضوعات با روایاتی آمیخته شده‌اند که مستقیماً فنی را درگیر نمی‌کند. به عنوان مثال، سه دختر دیگر در خانه (امیلی، لوئیزا و هریت) از دست‌دادن باکرگی خود را توصیف می‌کنند، و لوئیزای حشری، «دیک خوش‌اخلاق» بسیار موهبت، اما نادان را اغوا می‌کند. فنی همچنین رابطه مقعدی بین دو پسر بزرگتر را توصیف می‌کند (که از چندین نسخهٔ بعدی حذف شده‌است). سرانجام فنی از تن‌فروشی بازنشسته می‌شود و عاشق مردی ثروتمند و عاقل ۶۰ ساله می‌شود (که فنی او را «لذت‌طلب منطقی» توصیف می‌کند). این مرحله از زندگی فنی باعث رشد فکری او می‌شود و او با مرگ معشوقش بر اثر سرماخوردگی ناگهانی، ثروتمند می‌شود. او بلافاصله پس از آن یک برخورد شانسی با چارلز دارد، که به عنوان یک مرد فقیر پس از غرق شدن کشتی به انگلستان بازگشته است. فنی ثروت خود را بدون قید و شرط به چارلز پیشنهاد می‌کند، اما او اصرار دارد که با او ازدواج کند.
شخصیت‌های توسعه‌یافتهٔ رمان عبارتند از چارلز، خانم جونز (صاحب‌خانه فنی)، خانم کول، ویل، آقای H— و آقای نوربرت. نثر شامل جملات طولانی با بندهای فرعی بسیاری است. اخلاقیات آن برای آن زمان متعارف است، زیرا لواط را محکوم می‌کند، به زشتی‌ها اخم می‌کند و تنها اتحادیه‌های دگرجنس‌گرا را بر پایهٔ عشق متقابل تأیید می‌کند.

### تحلیل و بررسی
طرح رمان توسط جان هالندر به عنوان «اپرایی» توصیف شد؛ او گفت که «زبان کتاب و شخصیت قهرمان آن بزرگترین فضایل آن است».
فلیسیتی آ. نوسبوم ، منتقد ادبی، دختران روسپی‌خانهٔ خانم کول را به عنوان «لشکر کوچک عشق» توصیف می‌کند که به دستاوردهای شهوانی زنان روسپی دیگر تعارف، نوازش و تبریک عرض می‌کنند.
به گفته منتقد ادبی توماس هولمز، فنی و خانم کول عمل همجنس‌گرایی را چنین می‌بینند: «این عمل نه تنها سلسله مراتب مرد بر زن را زیر و رو می‌کند، بلکه قانون طبیعت را در مورد نقش آمیزش و زایش نیز در نظر می‌گیرد.»